# Полин ведёт расследование
«Полин ведет расследование» (фр. Pauline détective) — кинофильм французского режиссёра Марка Фитусси сочетающий в себе элементы кинокомедии и детектива.
Проект киностудии Haut et Court реализованный совместно с компанией Studio 37.

## Сюжет
Главная героиня — главный редактор журнала «Новый детектив». Как только на приеме психолога Полин понимает, что жизнь прекрасна, её бросает возлюбленный. Сплин всей своей темной глубиной обрушивается на её светлую голову. Сестра делает попытку поддержать в трудную минуту и вытаскивает Полин из серых будней прямиком в Итальянскую Ривьеру. Но отдых для репортера в депрессии понятие растяжимое и медленно превращается в грандиозное расследование.

## В ролях
| Актёр                | Роль                            |
| -------------------- | ------------------------------- |
| Сандрин Киберлэн     | Полин                           |
| Одри Лами            | Джейн (сестра)                  |
| Клаудио Сантамария   | Симоне (инструктор по плаванию) |
| Антуан Чаппи         | Уилфред                         |
| Анн Бенуа            | Маривон                         |
| Сабрина Импаччиаторе | Джованна                        |
| Мишель Моретти       | Изабель                         |
| Владимир Иорданов    | Доминик                         |

## Саундтрек
| Песня               | Слова                              | Исполнитель       |
| ------------------- | ---------------------------------- | ----------------- |
| Shout to the Top    | Paul Weller                        | The Style Council |
| D.I.S.C.O.          | Даниэль Вангар и Жан Клюгер        | Ottawan           |
| Una donna nel mondo | Nino Oliviero и Riccardo Pazzaglia | Nico Fidenco      |

## Участие в кинофестивалях
- Бельгия. Международный фестиваль франкофонных фильмов в Намюре — 30 сентября 2012 г.
- Флорентийский кинофестиваль французских фильмов — 2012 г.
- 4-й кинофестиваль «My French Film Festival» — 2014 г.

## Даты релиза
| Страна  | Дата           |
| ------- | -------------- |
| Бельгия | 3 октября 2012 |
| Франция | 3 октября 2012 |
| Япония  | 2 января 2012  |

Выход на DVD и Blu-Ray: 12 февраля 2013 г.